# Harris Horder
Harris Henry "Skippy" Horder, né le 12 septembre 1900, à Sydney en Australie, et mort le 8 août 1943 à Port Moresby, Papouasie-Nouvelle-Guinée, est un coureur cycliste australien.
Son père George Henry Horder et son frère Horace William Horder (1878-1956) sont aussi des coureurs cyclistes.

## Carrière cycliste
Harris Horder a couru de 1918 à 1937. En 1921, il remporte le Grand Prix de l'UVF. En 1922, il participe aux championnats du monde de cyclisme sur piste à Paris et est éliminé au premier tour. Il prend le départ du Grand Prix de Paris 1922. En 1927, Horder est champion de vitesse américain. Durant sa carrière, il participe à 27 courses de six jours. En 1926, il remporte les Six jours de Boston avec Alex McBeath. Horder participe, en novembre 1930, avec le Canadien Lew Elder, aux Six jours de Berlin ; le duo a pris sa retraite, prématurément. L'organisateur de six jours, John Chapman, a critiqué Horder publiquement après qu'il s'est plaint de « payer les pauvres ».

## Dans l'US Air Forces
Horder a pris la citoyenneté américaine. Au cours de la Seconde Guerre mondiale , Il rejoint l'US Air Forces en 1942, à l'âge de 42 ans. Il sert dans comme tireur d' élite. Il a reçu la Purple Heart et la Silver Star pour bravoure au combat. Le 8 aout 1943, Harris Horder, avec les douze membres d'équipage d'un Liberator, appelé "Big Emma", s'écrase en mer, lors d'un vol de reconnaissance dans le mauvais temps, près de Port Moresby en Nouvelle-Guinée. Horder est enterré au National Memorial Cemetery of the Pacific à Honolulu.

## Vie privée
Harris a été l'inspiration pour le célèbre écrivain comique américain Percy Crosby (en) qui a connu Horder dans les années 1930 et a créé un personnage comique appelé "Skippy", en écoutant les histoires drôles de sa vie de garçon dans un journal en Australie. Cette bande dessinée "Skippy" a fait de Percy Crosby un millionnaire. 

## Palmarès
- 1921
  - Grand Prix de l'UVF
- 1922
  - 2e des Six jours de Sydney
- 1925
  - 2e des Six jours de Chicago (avec Harry Horan)
- 1926
  - Six jours de Boston (avec Alec McBeath)
- 1927
  -  Champion des États-Unis de vitesse
- 1930
  - 3e des Six jours de New York
  - 2e des Championnats des États-Unis de vitesse[7]

## Décorations
- Silver Star
- Purple Heart